# دينا (مغنية نرويجية)
دينا (بالنرويجية البوكمول: Dina)‏ هي مغنية وكاتبة غنائية نرويجية، ولدت في 1 أغسطس 1985 في أوسلو في النرويج.

## وصلات خارجية
- الموقع الرسمي
- دينا على موقع IMDb (الإنجليزية)
- دينا على موقع ميوزك برينز (الإنجليزية)
- دينا على موقع ديسكوغز (الإنجليزية)